# Jan Hörl (skoczek narciarski)
Jan Hörl (ur. 16 października 1998 w Schwarzach im Pongau) – austriacki skoczek narciarski, reprezentant klubu SC Bischofshofen. Drużynowy złoty medalista Zimowych Igrzysk Olimpijskich 2022. Indywidualny srebrny medalista mistrzostw świata w narciarstwie klasycznym z 2025 na skoczni dużej i brązowy na normalnej, w drużynie męskiej srebrny medalista z 2021 i 2025 oraz brązowy z 2023, w zespole mieszanym brązowy z 2025. Drużynowy srebrny medalista Mistrzostw Świata w Lotach Narciarskich 2024. Dwukrotny drużynowy medalista mistrzostw świata juniorów z 2018. Złoty w drużynie i dwukrotnie srebrny indywidualnie medalista Igrzysk Europejskich 2023. Drugi zawodnik klasyfikacji generalnej Pucharu Świata 2024/2025, trzeci w Letnim Grand Prix 2021. Medalista mistrzostw kraju.

## Przebieg kariery

### Początki
W Alpen Cupie debiutował w 2014, w kolejnych latach w zawodach międzynarodowych startował głównie w tym cyklu. W styczniu 2017 po raz pierwszy wystartował w FIS Cupie, zajmując 45. i 63. miejsce w zawodach w Zakopanem.

### Sezon 2017/2018
Po dwóch zwycięstwach w konkursach Alpen Cupu, odniesionych w styczniu 2018 w Hinterzarten, został powołany na Mistrzostwa Świata Juniorów w Narciarstwie Klasycznym 2018 w Kanderstegu. Tam indywidualnie zajął 5. miejsce, zaś w zawodach drużynowych zdobył srebrny (konkurs mężczyzn) i brązowy (drużyna mieszana) medal. 24 lutego 2018 w Villach zdobył pierwsze punkty FIS Cupu, zajmując 3. miejsce, a w marcu 2018 w Renie zadebiutował w Pucharze Kontynentalnym, kończąc zawody w czwartej dziesiątce.

### Sezon 2018/2019
7 lipca 2018 w Kranju zdobył pierwsze punkty w Letnim Pucharze Kontynentalnym, zajmując 19. pozycję. 24 sierpnia 2018 w Hakubie zadebiutował w zawodach najwyższej rangi, zajmując 35. lokatę w konkursie Letniego Grand Prix. Dzień później w tej samej miejscowości, dzięki 26. pozycji, zdobył pierwsze punkty tego cyklu.
4 stycznia 2019 wystąpił w zawodach w Innsbrucku rozgrywanych w ramach Turnieju Czterech Skoczni. W swoim debiucie w Pucharze Świata zdobył punkty tego cyklu, zajmując 29. miejsce. W dalszej części sezonu 2018/2019 regularnie startował w Pucharze Świata. Najwyżej sklasyfikowany był na 15. pozycji, w drugim konkursie w Sapporo. Wystąpił na Mistrzostwach Świata w Narciarstwie Klasycznym 2019, zajmując 44. miejsce na normalnej skoczni w Seefeld.

### Sezon 2019/2020
Na Mistrzostwach Austrii 2019 zdobył srebrny medal na skoczni normalnej.
W sezonie 2019/2020 Pucharu Świata najlepsze wyniki osiągał w zawodach rozgrywanych w listopadzie i grudniu, w których zajmował najczęściej miejsca w drugiej dziesiątce. 30 listopada 2019 po raz pierwszy zakończył zawody cyklu w pierwszej dziesiątce, zajmując 9. pozycję w konkursie w Ruce. 22 grudnia 2019 zajął 3. miejsce w zawodach w Engelbergu, tym samym po raz pierwszy w karierze stając na podium konkursu indywidualnego najwyższej rangi. Po tym występie zaczął osiągać gorsze wyniki – w dalszej części sezonu najwyżej klasyfikowany był na 21. lokacie. W klasyfikacji generalnej znalazł się ostatecznie na 27. miejscu z 210 punktami.

### Sezon 2020/2021
Na Mistrzostwach Austrii 2020 zdobył brązowy medal na skoczni normalnej.
Na początku sezonu 2020/2021 Pucharu Świata został kolejno zdyskwalifikowany w zawodach w Wiśle oraz w kwalifikacjach do pierwszego konkursu w Niżnym Tagile, a przed drugimi zawodami w Rosji 6 grudnia 2020 został wycofany ze względu na zakażenie SARS-CoV-2. W dniach 19–20 grudnia 2020 zwyciężył oraz dwukrotnie był drugi w zawodach Pucharu Kontynentalnego w Ruce. W dalszej części sezonu startował w Pucharze Świata. Punkty cyklu zdobył siedmiokrotnie, a najwyżej sklasyfikowany był na 11. miejscu, w otwierającym 69. Turniej Czterech Skoczni konkursie w Oberstdorfie oraz w rozgrywanych w lutym 2021 zawodach w Klingenthal. Wystąpił na Mistrzostwach Świata w Narciarstwie Klasycznym 2021, gdzie zajął 10. pozycję indywidualnie na skoczni dużej, a w drużynie męskiej, wraz z Philippem Aschenwaldem, Danielem Huberem i Stefanem Kraftem, zdobył srebrny medal.

### Sezon 2021/2022
W czterech występach w Letnim Grand Prix 2021 dwukrotnie stawał na podium, zajmując 2. miejsce w obu lipcowych zawodach w Wiśle. W klasyfikacji generalnej cyklu znalazł się na 3. pozycji. Na Mistrzostwach Austrii 2021 zdobył srebrny medal zarówno na skoczni normalnej, jak i na dużej.
5 grudnia 2021 w Wiśle odniósł pierwsze w karierze zwycięstwo w konkursie indywidualnym Pucharu Świata. W całym sezonie łącznie 11 razy kończył zawody cyklu w pierwszej dziesiątce. Na podium stanął jeszcze raz – 8 stycznia 2022 w Bischofshofen zajął 3. miejsce. Puchar Świata 2021/2022 zakończył na 9. lokacie w klasyfikacji generalnej z 662 punktami. Wystąpił na Zimowych Igrzyskach Olimpijskich 2022. Indywidualnie zajął 19. miejsce na skoczni normalnej oraz 9. na dużej, zaś w drużynie męskiej, w której wystąpił ze Stefanem Kraftem, Danielem Huberem i Manuelem Fettnerem, zdobył złoty medal.

### Sezon 2022/2023
W ramach Letniego Grand Prix 2022 indywidualnie najwyżej znalazł się na 9. miejscu, we wrześniu w Râșnovie. W sezonie 2022/2023 Pucharu Świata 11 razy kończył zawody w pierwszej dziesiątce. Najwyżej klasyfikowany był na 5. miejscu – pozycję tę zajmował aż siedmiokrotnie. W klasyfikacji generalnej cyklu znalazł się na 13. miejscu z 639 punktami. Puchar Świata w lotach narciarskich 2022/2023 ukończył na 6. lokacie. Wystąpił na Mistrzostwach Świata w Narciarstwie Klasycznym 2023. Indywidualnie był 8. na skoczni normalnej oraz 14. na dużej, w drużynie mieszanej zajął 4. miejsce, zaś w zespole męskim, startując wraz z Danielem Tschofenigiem, Michaelem Hayböckiem i Stefanem Kraftem, zdobył brązowy medal.

### Sezon 2023/2024
Wystąpił na Igrzyskach Europejskich 2023. W zawodach indywidualnych zdobył srebrne medale zarówno na skoczni normalnej, jak i na dużej, a w konkursie drużyn mieszanych, w którym wystąpił wraz z Maritą Kramer, Jacqueline Seifriedsberger i Danielem Tschofenigiem, wywalczył złoto. W Letnim Grand Prix 2023 najwyżej sklasyfikowany był 30 września w Hinzenbach, na 4. miejscu.
W Pucharze Świata 2023/2024 zajmował głównie miejsca w pierwszej dziesiątce. Po raz pierwszy na podium cyklu stanął w drugim konkursie sezonu, 26 listopada 2023 w Ruce, gdzie zajął 2. pozycję. W grudniu zajął 3. miejsce w drugim konkursie w Lillehammer oraz 2. w drugich zawodach w Engelbergu. 3 stycznia 2024 zwyciężył w Innsbrucku w ramach 72. Turnieju Czterech Skoczni. W pozostałych konkursach turnieju był 8., 5. i 10., a w klasyfikacji generalnej ukończył go na 4. miejscu. Na Mistrzostwach Świata w Lotach Narciarskich 2024 zajął 16. lokatę indywidualnie, a w drużynie wraz z Michaelem Hayböckiem, Manuelem Fettnerem i Stefanem Kraftem zdobył srebrny medal.
W lutym 2024 najwyżej w Pucharze Świata sklasyfikowany był na 6. pozycji. 3 marca zwyciężył w konkursie cyklu w Lahti, a podczas Raw Air 2024 trzykrotnie stawał na podium: zarówno w otwierającym turniej konkursie w Oslo, jak i w obu zawodach w Trondheim zajął 3. miejsce. W klasyfikacji generalnej sezon 2023/2024 Pucharu Świata ukończył na 4. pozycji z 1140 punktami.

### Sezon 2024/2025
Dwukrotnie znalazł się w pierwszej trójce konkursów Letniego Grand Prix 2024: w zawodach w Hinzenbach 28 września był 3., a dzień później zajął 2. miejsce. Na Mistrzostwach Austrii 2024 zdobył srebrny medal na skoczni normalnej.
W Pucharze Świata 2024/2025 po raz pierwszy na podium stanął w drugim konkursie indywidualnym, 24 listopada 2024 w Lillehammer, gdzie zwyciężył. W dalszej części sezonu regularnie zajmował miejsca w najlepszej dziesiątce cyklu i utrzymywał lokatę w pierwszej trójce klasyfikacji generalnej. W listopadzie w pierwszej trójce znalazł się jeszcze w pierwszym konkursie w Ruce, gdzie był 2. W kolejnych tygodniach 2. pozycję zajął też w drugim konkursie w Wiśle, a w Engelbergu zwyciężył oraz zajął 2. miejsce. W zawodach 73. Turnieju Czterech Skoczni trzy razy – w Oberstdorfie, Innsbrucku i Bischofshofen – zajmował 2. lokatę, a konkurs w Garmisch-Partenkirchen ukończył na 5. miejscu. W efekcie również cały turniej ukończył na 2. pozycji, o 1,4 punktu za zwycięzcą, Danielem Tschofenigiem.
W styczniu 2025 na podium Pucharu Świata stanął jeszcze w Zakopanem, gdzie zajął 3. miejsce. W lutym osiągnął to czterokrotnie – był 3. w drugim konkursie w Willingen, dwukrotnie 2. w Lake Placid i ponownie 2. w pierwszych zawodach w Sapporo. W marcu wystartował na Mistrzostwach Świata w Narciarstwie Klasycznym 2025, na których stanął na podium we wszystkich konkursach. Indywidualnie zdobył srebrny medal na skoczni dużej i brązowy na normalnej. Wywalczył też srebro w drużynie męskiej wraz z Danielem Tschofenigiem, Maximilianem Ortnerem i Stefanem Kraftem, a także brąz w zespole mieszanym wraz z Evą Pinkelnig, Jacqueline Seifriedsberger i Kraftem.
Na 6 konkursów przed końcem sezonu Pucharu Świata miał 183 punkty straty do prowadzącego w klasyfikacji generalnej Tschofeniga. W konkursie Raw Air 2025 w Oslo zajął 2. miejsce, a w Vikersund był 8. i 6. W efekcie na 3 konkursy przed końcem zmniejszył stratę do 94 punktów. Wszystkie je jednak ukończył poza podium i za Tschofenigiem. W efekcie w klasyfikacji generalnej sezonu 2024/2025 Pucharu Świata znalazł się na 2. pozycji z 1652 punktami, o 153 za zwycięzcą.

## Igrzyska olimpijskie

### Indywidualnie
| 2022 Pekin/Zhangjiakou | – | 19. miejsce (K-95), 9. miejsce (K-125) |

### Drużynowo
| 2022 Pekin/Zhangjiakou | – | złoty medal |

### Starty J. Hörla na igrzyskach olimpijskich – szczegółowo
| Miejsce | Dzień     | Rok  | Miejscowość | Skocznia  | Punkt K | HS     | Konkurs  | Skok 1  | Skok 2  | Nota                  | Strata   | Zwycięzca       |
| ------- | --------- | ---- | ----------- | --------- | ------- | ------ | -------- | ------- | ------- | --------------------- | -------- | --------------- |
| 19.     | 6 lutego  | 2022 | Zhangjiakou | Snow Ruyi | K-95    | HS-106 | indywid. | 98,0 m  | 97,0 m  | 248,8 pkt             | 26,2 pkt | Ryōyū Kobayashi |
| 9.      | 12 lutego | 2022 | Zhangjiakou | Snow Ruyi | K-125   | HS-140 | indywid. | 136,0 m | 137,0 m | 270,9 pkt             | 25,2 pkt | Marius Lindvik  |
| 1.      | 14 lutego | 2022 | Zhangjiakou | Snow Ruyi | K-125   | HS-140 | druż.    | 133,0 m | 137,5 m | 942,7 pkt (250,7 pkt) | –        | –               |

## Mistrzostwa świata

### Indywidualnie
| 2019 Seefeld/Innsbruck | – | 44. miejsce (K-99)                          |
| 2021 Oberstdorf        | – | 10. miejsce (K-120)                         |
| 2023 Planica           | – | 8. miejsce (K-95), 14. miejsce (K-125)      |
| 2025 Trondheim         | – | brązowy medal (K-94), srebrny medal (K-124) |

### Drużynowo
| 2021 Oberstdorf | – | srebrny medal (K-120)                                         |
| 2023 Planica    | – | 4. miejsce (drużyna mieszana/K-95), brązowy medal (K-125)     |
| 2025 Trondheim  | – | brązowy medal (drużyna mieszana/K-124), srebrny medal (K-124) |

### Starty J. Hörla na mistrzostwach świata – szczegółowo
| Miejsce | Dzień     | Rok  | Miejscowość | Skocznia                   | Punkt K | HS     | Konkurs      | Skok 1  | Skok 2  | Nota                   | Strata    | Zwycięzca      |
| ------- | --------- | ---- | ----------- | -------------------------- | ------- | ------ | ------------ | ------- | ------- | ---------------------- | --------- | -------------- |
| 44.     | 1 marca   | 2019 | Seefeld     | Toni-Seelos-Olympiaschanze | K-99    | HS-109 | indywid.     | 85,5 m  | –       | 74,2 pkt               | 144,1 pkt | Dawid Kubacki  |
| 10.     | 5 marca   | 2021 | Oberstdorf  | Schattenbergschanze        | K-120   | HS-137 | indywid.     | 127,0 m | 136,5 m | 245,4 pkt              | 31,1 pkt  | Stefan Kraft   |
| 2.      | 6 marca   | 2021 | Oberstdorf  | Schattenbergschanze        | K-120   | HS-137 | druż.        | 136,0 m | 126,5 m | 1035,5 pkt (252,9 pkt) | 11,1 pkt  | Niemcy         |
| 8.      | 25 lutego | 2023 | Planica     | Srednja skakalnica         | K-95    | HS-102 | indywid.     | 96,0 m  | 101,0 m | 253,3 pkt              | 8,5 pkt   | Piotr Żyła     |
| 4.      | 26 lutego | 2023 | Planica     | Srednja skakalnica         | K-95    | HS-102 | druż. miesz. | 89,5 m  | 95,0 m  | 987,5 pkt (240,6 pkt)  | 29,7 pkt  | Niemcy         |
| 14.     | 3 marca   | 2023 | Planica     | Bloudkova velikanka        | K-125   | HS-138 | indywid.     | 130,0 m | 130,0 m | 257,1 pkt              | 30,4 pkt  | Timi Zajc      |
| 3.      | 4 marca   | 2023 | Planica     | Bloudkova velikanka        | K-125   | HS-138 | druż.        | 126,5 m | 129,5 m | 1139,4 pkt (283,9 pkt) | 39,5 pkt  | Słowenia       |
| 3.      | 2 marca   | 2025 | Trondheim   | Granåsen                   | K-94    | HS-102 | indywid.     | 107,0 m | 102,0 m | 256,3 pkt              | 9,2 pkt   | Marius Lindvik |
| 3.      | 5 marca   | 2025 | Trondheim   | Granåsen                   | K-124   | HS-138 | druż. miesz. | 134,0 m | 139,0 m | 906,8 pkt (276,0 pkt)  | 113,6 pkt | Norwegia       |
| 2.      | 6 marca   | 2025 | Trondheim   | Granåsen                   | K-124   | HS-138 | druż.        | 129,5 m | 135,0 m | 1067,4 pkt (264,2 pkt) | 13,4 pkt  | Słowenia       |
| 2.      | 8 marca   | 2025 | Trondheim   | Granåsen                   | K-124   | HS-138 | indywid.     | 134,0 m | 137,0 m | 286,6 pkt              | 15,2 pkt  | Domen Prevc    |

## Mistrzostwa świata w lotach

### Indywidualnie
| 2024 Tauplitz | – | 16. miejsce |

### Drużynowo
| 2024 Tauplitz | – | srebrny medal |

### Starty J. Hörla na mistrzostwach świata w lotach – szczegółowo
| Miejsce | Dzień          | Rok  | Miejscowość | Skocznia | Punkt K | HS     | Konkurs  | Skok 1  | Skok 2  | Skok 3  | Skok 4  | Nota                   | Strata   | Zwycięzca    |
| ------- | -------------- | ---- | ----------- | -------- | ------- | ------ | -------- | ------- | ------- | ------- | ------- | ---------------------- | -------- | ------------ |
| 16.     | 26–27 stycznia | 2024 | Tauplitz    | Kulm     | K-200   | HS-235 | indywid. | 201,5 m | 214,5 m | 183,5 m | –       | 566,0 pkt              | 81,4 pkt | Stefan Kraft |
| 2.      | 28 stycznia    | 2024 | Tauplitz    | Kulm     | K-200   | HS-235 | druż.    | 212,0 m | 212,0 m | 177,0 m | 177,0 m | 1588,9 pkt (347,9 pkt) | 26,5 pkt | Słowenia     |

## Mistrzostwa świata juniorów

### Indywidualnie
| 2018 Kandersteg | – | 5. miejsce |

### Drużynowo
| 2018 Kandersteg | – | srebrny medal, brązowy medal (drużyna mieszana) |

### Starty J. Hörla na mistrzostwach świata juniorów – szczegółowo
| Miejsce | Dzień    | Rok  | Miejscowość | Skocznia           | Punkt K | HS     | Konkurs      | Skok 1  | Skok 2  | Nota                   | Strata   | Zwycięzca      |
| ------- | -------- | ---- | ----------- | ------------------ | ------- | ------ | ------------ | ------- | ------- | ---------------------- | -------- | -------------- |
| 5.      | 1 lutego | 2018 | Kandersteg  | Lötschberg-Schanze | K-95    | HS-106 | indywid.     | 96,0 m  | 96,0 m  | 259,9 pkt              | 31,5 pkt | Marius Lindvik |
| 2.      | 3 lutego | 2018 | Kandersteg  | Lötschberg-Schanze | K-95    | HS-106 | druż.        | 102,0 m | 102,0 m | 1063,7 pkt (272,9 pkt) | 4,8 pkt  | Niemcy         |
| 3.      | 4 lutego | 2018 | Kandersteg  | Lötschberg-Schanze | K-95    | HS-106 | druż. miesz. | 99,0 m  | 99,5 m  | 775,8 pkt (224,8 pkt)  | 93,5 pkt | Norwegia       |

## Igrzyska europejskie

### Indywidualnie
| 2023 Kraków/Zakopane | – | srebrny medal (K-95), srebrny medal (K-125) |

### Drużynowo
| 2023 Kraków/Zakopane | – | złoty medal (drużyna mieszana) |

### Starty J. Hörla na igrzyskach europejskich – szczegółowo
| Miejsce | Dzień      | Rok  | Miejscowość | Skocznia        | Punkt K | HS     | Konkurs      | Skok 1  | Skok 2  | Nota                  | Strata  | Zwycięzca         |
| ------- | ---------- | ---- | ----------- | --------------- | ------- | ------ | ------------ | ------- | ------- | --------------------- | ------- | ----------------- |
| 2.      | 29 czerwca | 2023 | Zakopane    | Średnia Krokiew | K-95    | HS-105 | indywid.     | 101,0 m | 104,5 m | 262,7 pkt             | 7,6 pkt | Daniel Tschofenig |
| 1.      | 29 czerwca | 2023 | Zakopane    | Średnia Krokiew | K-95    | HS-105 | druż. miesz. | 102,5 m | 106,0 m | 939,3 pkt (248,5 pkt) | –       | –                 |
| 2.      | 1 lipca    | 2023 | Zakopane    | Wielka Krokiew  | K-125   | HS-140 | indywid.     | 140,0 m | 130,0 m | 273,0 pkt             | 6,1 pkt | Dawid Kubacki     |

## Puchar Świata

### Miejsca w klasyfikacji generalnej
| Sezon     | Miejsce |
| --------- | ------- |
| 2018/2019 | 43.     |
| 2019/2020 | 27.     |
| 2020/2021 | 39.     |
| 2021/2022 | 9.      |
| 2022/2023 | 13.     |
| 2023/2024 | 4.      |
| 2024/2025 | 2.      |

### Zwycięstwa w konkursach indywidualnych Pucharu Świata chronologicznie
| Lp. | Dzień        | Rok  | Miejscowość | Skocznia             | Punkt K | HS     | Skok 1  | Skok 2  | Nota      |
| --- | ------------ | ---- | ----------- | -------------------- | ------- | ------ | ------- | ------- | --------- |
| 1.  | 5 grudnia    | 2021 | Wisła       | im. Adama Małysza    | K-120   | HS-134 | 121,0 m | 128,0 m | 261,9 pkt |
| 2.  | 3 stycznia   | 2024 | Innsbruck   | Bergisel             | K-120   | HS-128 | 134,0 m | 127,5 m | 267,5 pkt |
| 3.  | 3 marca      | 2024 | Lahti       | Salpausselkä         | K-116   | HS-130 | 124,0 m | 134,5 m | 266,1 pkt |
| 4.  | 24 listopada | 2024 | Lillehammer | Lysgårdsbakken       | K-123   | HS-140 | 137,0 m | 139,5 m | 285,3 pkt |
| 5.  | 21 grudnia   | 2024 | Engelberg   | Gross-Titlis-Schanze | K-125   | HS-140 | 142,0 m | 138,5 m | 310,5 pkt |

### Miejsca na podium
| Sezon PŚ  | 1. miejsce | 2. miejsce | 3. miejsce | Razem |
| 2018/2019 | –          | –          | –          | –     |
| 2019/2020 | –          | –          | 1          | 1     |
| 2020/2021 | –          | –          | –          | –     |
| 2021/2022 | 1          | –          | 1          | 2     |
| 2022/2023 | –          | –          | –          | –     |
| 2023/2024 | 2          | 2          | 4          | 8     |
| 2024/2025 | 2          | 10         | 2          | 14    |
| Suma      | 5          | 12         | 8          | 25    |

### Miejsca na podium w konkursach indywidualnych Pucharu Świata chronologicznie
| Lp. | Dzień        | Rok  | Miejscowość   | Skocznia                 | Punkt K | HS     | Skok 1  | Skok 2  | Nota      | Lok. | Strata   | Zwycięzca            |
| --- | ------------ | ---- | ------------- | ------------------------ | ------- | ------ | ------- | ------- | --------- | ---- | -------- | -------------------- |
| 1.  | 22 grudnia   | 2019 | Engelberg     | Gross-Titlis-Schanze     | K-125   | HS-140 | 134,0 m | 136,5 m | 262,0 pkt | 3.   | 10,0 pkt | Ryōyū Kobayashi      |
| 2.  | 5 grudnia    | 2021 | Wisła         | im. Adama Małysza        | K-120   | HS-134 | 121,0 m | 128,0 m | 261,9 pkt | 1.   | –        | –                    |
| 3.  | 8 stycznia   | 2022 | Bischofshofen | im. Paula Ausserleitnera | K-125   | HS-142 | 131,5 m | 137,5 m | 285,7 pkt | 3.   | 6,0 pkt  | Marius Lindvik       |
| 4.  | 26 listopada | 2023 | Ruka          | Rukatunturi              | K-120   | HS-142 | 144,5 m | 145,0 m | 340,9 pkt | 2.   | 22,6 pkt | Stefan Kraft         |
| 5.  | 3 grudnia    | 2023 | Lillehammer   | Lysgårdsbakken           | K-123   | HS-140 | 139,0 m | 137,5 m | 311,3 pkt | 3.   | 6,9 pkt  | Stefan Kraft         |
| 6.  | 17 grudnia   | 2023 | Engelberg     | Gross-Titlis-Schanze     | K-125   | HS-140 | 141,0 m | 139,0 m | 323,9 pkt | 2.   | 4,0 pkt  | Stefan Kraft         |
| 7.  | 3 stycznia   | 2024 | Innsbruck     | Bergisel                 | K-120   | HS-128 | 134,0 m | 127,5 m | 267,5 pkt | 1.   | –        | –                    |
| 8.  | 3 marca      | 2024 | Lahti         | Salpausselkä             | K-116   | HS-130 | 124,0 m | 134,5 m | 266,1 pkt | 1.   | –        | –                    |
| 9.  | 9 marca      | 2024 | Oslo          | Holmenkollbakken         | K-120   | HS-134 | 127,5 m | 129,5 m | 242,5 pkt | 3.   | 12,5 pkt | Stefan Kraft         |
| 10. | 12 marca     | 2024 | Trondheim     | Granåsen                 | K-94    | HS-105 | 102,0 m | 102,5 m | 279,0 pkt | 3.   | 1,9 pkt  | Ryōyū Kobayashi      |
| 11. | 13 marca     | 2024 | Trondheim     | Granåsen                 | K-124   | HS-138 | 130,5 m | 138,0 m | 288,8 pkt | 3.   | 3,0 pkt  | Stefan Kraft         |
| 12. | 24 listopada | 2024 | Lillehammer   | Lysgårdsbakken           | K-123   | HS-140 | 137,0 m | 139,5 m | 285,3 pkt | 1.   | –        | –                    |
| 13. | 30 listopada | 2024 | Ruka          | Rukatunturi              | K-120   | HS-142 | 138,0 m | 141,5 m | 317,7 pkt | 2.   | 8,9 pkt  | Pius Paschke         |
| 14. | 8 grudnia    | 2024 | Wisła         | im. Adama Małysza        | K-120   | HS-134 | 135,0 m | 134,0 m | 290,1 pkt | 2.   | 8,5 pkt  | Pius Paschke         |
| 15. | 21 grudnia   | 2024 | Engelberg     | Gross-Titlis-Schanze     | K-125   | HS-140 | 142,0 m | 138,5 m | 310,5 pkt | 1.   | –        | –                    |
| 16. | 22 grudnia   | 2024 | Engelberg     | Gross-Titlis-Schanze     | K-125   | HS-140 | 130,0 m | 138,5 m | 269,7 pkt | 2.   | 5,1 pkt  | Daniel Tschofenig    |
| 17. | 29 grudnia   | 2024 | Oberstdorf    | Schattenbergschanze      | K-120   | HS-137 | 134,5 m | 135,0 m | 331,6 pkt | 2.   | 3,5 pkt  | Stefan Kraft         |
| 18. | 4 stycznia   | 2025 | Innsbruck     | Bergisel                 | K-120   | HS-128 | 134,0 m | 132,0 m | 271,9 pkt | 2.   | 1,4 pkt  | Stefan Kraft         |
| 19. | 6 stycznia   | 2025 | Bischofshofen | im. Paula Ausserleitnera | K-125   | HS-142 | 140,5 m | 143,0 m | 306,5 pkt | 2.   | 2,1 pkt  | Daniel Tschofenig    |
| 20. | 19 stycznia  | 2025 | Zakopane      | Wielka Krokiew           | K-125   | HS-140 | 136,0 m | 140,0 m | 309,3 pkt | 3.   | 7,4 pkt  | Daniel Tschofenig    |
| 21. | 2 lutego     | 2025 | Willingen     | Mühlenkopfschanze        | K-130   | HS-147 | 144,0 m | 148,5 m | 289,5 pkt | 3.   | 21,0 pkt | Daniel Tschofenig    |
| 22. | 8 lutego     | 2025 | Lake Placid   | MacKenzie Intervale      | K-115   | HS-128 | 125,5 m | 122,5 m | 256,6 pkt | 2.   | 2,9 pkt  | Johann André Forfang |
| 23. | 9 lutego     | 2025 | Lake Placid   | MacKenzie Intervale      | K-115   | HS-128 | 128,0 m | 131,0 m | 269,1 pkt | 2.   | 6,0 pkt  | Daniel Tschofenig    |
| 24. | 15 lutego    | 2025 | Sapporo       | Ōkurayama                | K-123   | HS-137 | 136,5 m | 137,5 m | 266,7 pkt | 2.   | 19,7 pkt | Ryōyū Kobayashi      |
| 25. | 13 marca     | 2025 | Oslo          | Holmenkollbakken         | K-120   | HS-134 | 126,0 m | 129,0 m | 253,3 pkt | 2.   | 10,8 pkt | Ryōyū Kobayashi      |

### Miejsca w poszczególnych konkursach indywidualnychPucharu Świata
stan po zakończeniu sezonu 2024/2025
| Źródło | Źródło            | Źródło            | Źródło            | Źródło                 | Źródło                 | Źródło                 | Źródło                 | Źródło                       | Źródło                       | Źródło                       | Źródło                       | Źródło                 | Źródło                 | Źródło                 | Źródło                 | Źródło                 | Źródło                | Źródło            | Źródło                | Źródło                | Źródło            | Źródło        | Źródło            | Źródło           | Źródło            | Źródło            | Źródło          | Źródło          | Źródło          | Źródło        | Źródło        | Źródło | Źródło | Źródło | Źródło | Źródło | Źródło | Źródło | Źródło | Źródło | Źródło | Źródło | Źródło | Źródło | Źródło | Źródło | Źródło | Źródło | Źródło |        |
| --- | ----------------- | ----------------- | ----------------- | ---------------------- | ---------------------- | ---------------------- | ---------------------- | ---------------------------- | ---------------------------- | ---------------------------- | ---------------------------- | ---------------------- | ---------------------- | ---------------------- | ---------------------- | ---------------------- | --------------------- | ----------------- | --------------------- | --------------------- | ----------------- | ------------- | ----------------- | ---------------- | ----------------- | ----------------- | --------------- | --------------- | --------------- | ------------- | ------------- | ------ | ------ | ------ | ------ | ------ | ------ | ------ | ------ | ------ | ------ | ------ | ------ | ------ | ------ | ------ | ------ | ------ | ------ | ------ |
| Sezon 2018/2019 |                   |                   |                   |                        |                        |                        |                        |                              |                              |                              |                              |                        |                        |                        |                        |                        |                       |                   |                       |                       |                   |               |                   |                  |                   |                   |                 |                 |                 |               |               |        |        |        |        |        |        |        |        |        |        |        |        |        |        |        |        |        |        |        |
| Wisła HS134 | Ruka HS142        | Ruka HS142        | Niżny Tagił HS134 | Niżny Tagił HS134      | Engelberg HS140        | Engelberg HS140        | Oberstdorf HS137       | Garmisch-Partenkirchen HS142 | Innsbruck HS130              | Bischofshofen HS142          | Predazzo HS135               | Predazzo HS135         | Zakopane HS140         | Sapporo HS137          | Sapporo HS137          | Oberstdorf HS235       | Oberstdorf HS235      | Oberstdorf HS235  | Lahti HS130           | Willingen HS145       | Willingen HS145   | Oslo HS134    | Lillehammer HS140 | Trondheim HS138  | Vikersund HS240   | Planica HS240     | Planica HS240   | punkty          | punkty          | punkty        | punkty        | punkty | punkty | punkty | punkty | punkty | punkty | punkty | punkty | punkty | punkty | punkty | punkty | punkty | punkty | punkty |        |        |        |        |
| - | -                 | -                 | -                 | -                      | -                      | -                      | -                      | -                            | 29                           | 33                           | 32                           | 38                     | 21                     | 17                     | 15                     | q                      | q                     | 35                | 20                    | dq                    | 42                | 31            | 42                | 47               | q                 | -                 | -               | 53              | 53              | 53            | 53            | 53     | 53     | 53     | 53     | 53     | 53     | 53     | 53     | 53     | 53     | 53     | 53     | 53     | 53     | 53     |        |        |        |        |
| Sezon 2019/2020 |                   |                   |                   |                        |                        |                        |                        |                              |                              |                              |                              |                        |                        |                        |                        |                        |                       |                   |                       |                       |                   |               |                   |                  |                   |                   |                 |                 |                 |               |               |        |        |        |        |        |        |        |        |        |        |        |        |        |        |        |        |        |        |        |
| Wisła HS134 | Ruka HS142        | Niżny Tagił HS134 | Niżny Tagił HS134 | Klingenthal HS140      | Engelberg HS140        | Engelberg HS140        | Oberstdorf HS137       | Garmisch-Partenkirchen HS142 | Innsbruck HS130              | Bischofshofen HS142          | Predazzo HS104               | Predazzo HS104         | Titisee-Neustadt HS142 | Titisee-Neustadt HS142 | Zakopane HS140         | Sapporo HS137          | Sapporo HS137         | Willingen HS145   | Bad Mitterndorf HS235 | Bad Mitterndorf HS235 | Râșnov HS97       | Râșnov HS97   | Lahti HS130       | Lahti HS130      | Lillehammer HS140 | Lillehammer HS140 | punkty          | punkty          | punkty          | punkty        | punkty        | punkty | punkty | punkty | punkty | punkty | punkty | punkty | punkty | punkty | punkty | punkty | punkty | punkty | punkty |        |        |        |        |        |
| 12 | 9                 | 15                | 18                | 20                     | 20                     | 3                      | 25                     | 29                           | 21                           | 32                           | 36                           | 24                     | 21                     | 37                     | 28                     | 30                     | 24                    | -                 | -                     | -                     | 34                | 39            | 29                | 47               | -                 | -                 | 210             | 210             | 210             | 210           | 210           | 210    | 210    | 210    | 210    | 210    | 210    | 210    | 210    | 210    | 210    | 210    | 210    | 210    | 210    |        |        |        |        |        |
| Sezon 2020/2021 |                   |                   |                   |                        |                        |                        |                        |                              |                              |                              |                              |                        |                        |                        |                        |                        |                       |                   |                       |                       |                   |               |                   |                  |                   |                   |                 |                 |                 |               |               |        |        |        |        |        |        |        |        |        |        |        |        |        |        |        |        |        |        |        |
| Wisła HS134 | Ruka HS142        | Ruka HS142        | Niżny Tagił HS134 | Niżny Tagił HS134      | Engelberg HS140        | Engelberg HS140        | Oberstdorf HS137       | Garmisch-Partenkirchen HS142 | Innsbruck HS128              | Bischofshofen HS142          | Titisee-Neustadt HS142       | Titisee-Neustadt HS142 | Zakopane HS140         | Lahti HS130            | Willingen HS147        | Willingen HS147        | Klingenthal HS140     | Klingenthal HS140 | Zakopane HS140        | Zakopane HS140        | Râșnov HS97       | Planica HS240 | Planica HS240     | Planica HS240    | punkty            | punkty            | punkty          | punkty          | punkty          | punkty        | punkty        | punkty | punkty | punkty | punkty | punkty | punkty | punkty | punkty | punkty | punkty | punkty | punkty |        |        |        |        |        |        |        |
| dq | -                 | -                 | q                 | -                      | -                      | -                      | 11                     | 21                           | 42                           | -                            | -                            | -                      | 28                     | 39                     | 39                     | 33                     | 27                    | 11                | 21                    | -                     | -                 | 24            | 61                | -                | 82                | 82                | 82              | 82              | 82              | 82            | 82            | 82     | 82     | 82     | 82     | 82     | 82     | 82     | 82     | 82     | 82     | 82     | 82     |        |        |        |        |        |        |        |
| Sezon 2021/2022 |                   |                   |                   |                        |                        |                        |                        |                              |                              |                              |                              |                        |                        |                        |                        |                        |                       |                   |                       |                       |                   |               |                   |                  |                   |                   |                 |                 |                 |               |               |        |        |        |        |        |        |        |        |        |        |        |        |        |        |        |        |        |        |        |
| Niżny Tagił HS134 | Niżny Tagił HS134 | Ruka HS142        | Ruka HS142        | Wisła HS134            | Klingenthal HS140      | Klingenthal HS140      | Engelberg HS140        | Engelberg HS140              | Oberstdorf HS137             | Garmisch-Partenkirchen HS142 | Bischofshofen HS142          | Bischofshofen HS142    | Bischofshofen HS142    | Zakopane HS140         | Titisee-Neustadt HS142 | Titisee-Neustadt HS142 | Willingen HS147       | Willingen HS147   | Lahti HS130           | Lahti HS130           | Lillehammer HS140 | Oslo HS134    | Oslo HS134        | Oberstdorf HS235 | Oberstdorf HS235  | Planica HS240     | Planica HS240   | punkty          | punkty          | punkty        | punkty        | punkty | punkty | punkty | punkty | punkty | punkty | punkty | punkty | punkty | punkty | punkty | punkty | punkty | punkty | punkty |        |        |        |        |
| 23 | 24                | 17                | 29                | 1                      | 10                     | 15                     | 5                      | 12                           | 17                           | 5                            | 5                            | 7                      | 3                      | 8                      | 10                     | 5                      | -                     | -                 | 19                    | 26                    | 5                 | 12            | 14                | -                | -                 | 24                | 21              | 662             | 662             | 662           | 662           | 662    | 662    | 662    | 662    | 662    | 662    | 662    | 662    | 662    | 662    | 662    | 662    | 662    | 662    | 662    |        |        |        |        |
| Sezon 2022/2023 |                   |                   |                   |                        |                        |                        |                        |                              |                              |                              |                              |                        |                        |                        |                        |                        |                       |                   |                       |                       |                   |               |                   |                  |                   |                   |                 |                 |                 |               |               |        |        |        |        |        |        |        |        |        |        |        |        |        |        |        |        |        |        |        |
| Wisła HS134 | Wisła HS134       | Ruka HS142        | Ruka HS142        | Titisee-Neustadt HS142 | Titisee-Neustadt HS142 | Engelberg HS140        | Engelberg HS140        | Oberstdorf HS137             | Garmisch-Partenkirchen HS142 | Innsbruck HS128              | Bischofshofen HS142          | Zakopane HS140         | Sapporo HS137          | Sapporo HS137          | Sapporo HS137          | Bad Mitterndorf HS235  | Bad Mitterndorf HS235 | Willingen HS147   | Willingen HS147       | Lake Placid HS128     | Lake Placid HS128 | Râșnov HS97   | Oslo HS134        | Oslo HS134       | Lillehammer HS140 | Lillehammer HS140 | Vikersund HS240 | Vikersund HS240 | Lahti HS130     | Planica HS240 | Planica HS240 | punkty |        |        |        |        |        |        |        |        |        |        |        |        |        |        |        |        |        |        |
| q | 6                 | 31                | 12                | 47                     | 24                     | 7                      | 15                     | 16                           | 5                            | 9                            | 5                            | 5                      | 11                     | 39                     | 25                     | 5                      | 5                     | 22                | 15                    | q                     | 30                | -             | 21                | 21               | 12                | 12                | 24              | 10              | 25              | 5             | 5             | 639    |        |        |        |        |        |        |        |        |        |        |        |        |        |        |        |        |        |        |
| Sezon 2023/2024 |                   |                   |                   |                        |                        |                        |                        |                              |                              |                              |                              |                        |                        |                        |                        |                        |                       |                   |                       |                       |                   |               |                   |                  |                   |                   |                 |                 |                 |               |               |        |        |        |        |        |        |        |        |        |        |        |        |        |        |        |        |        |        |        |
| Ruka HS142 | Ruka HS142        | Lillehammer HS98  | Lillehammer HS140 | Klingenthal HS140      | Klingenthal HS140      | Engelberg HS140        | Engelberg HS140        | Oberstdorf HS137             | Garmisch-Partenkirchen HS142 | Innsbruck HS128              | Bischofshofen HS142          | Wisła HS134            | Zakopane HS140         | Willingen HS147        | Willingen HS147        | Lake Placid HS128      | Lake Placid HS128     | Sapporo HS137     | Sapporo HS137         | Oberstdorf HS235      | Oberstdorf HS235  | Lahti HS130   | Lahti HS130       | Oslo HS134       | Oslo HS134        | Trondheim HS105   | Trondheim HS138 | Vikersund HS240 | Vikersund HS240 | Planica HS240 | Planica HS240 | punkty | punkty | punkty | punkty | punkty | punkty | punkty | punkty | punkty | punkty | punkty | punkty | punkty | punkty | punkty | punkty | punkty | punkty | punkty |
| 10 | 2                 | 7                 | 3                 | 10                     | 23                     | 14                     | 2                      | 8                            | 5                            | 1                            | 10                           | 6                      | 6                      | 12                     | 12                     | -                      | -                     | 6                 | 6                     | 17                    | dq                | 5             | 1                 | 3                | 6                 | 3                 | 3               | 24              | 25              | 24            | -             | 1140   | 1140   | 1140   | 1140   | 1140   | 1140   | 1140   | 1140   | 1140   | 1140   | 1140   | 1140   | 1140   | 1140   | 1140   | 1140   | 1140   | 1140   | 1140   |
| Sezon 2024/2025 |                   |                   |                   |                        |                        |                        |                        |                              |                              |                              |                              |                        |                        |                        |                        |                        |                       |                   |                       |                       |                   |               |                   |                  |                   |                   |                 |                 |                 |               |               |        |        |        |        |        |        |        |        |        |        |        |        |        |        |        |        |        |        |        |
| Lillehammer HS140 | Lillehammer HS140 | Ruka HS142        | Ruka HS142        | Wisła HS134            | Wisła HS134            | Titisee-Neustadt HS142 | Titisee-Neustadt HS142 | Engelberg HS140              | Engelberg HS140              | Oberstdorf HS137             | Garmisch-Partenkirchen HS142 | Innsbruck HS128        | Bischofshofen HS142    | Zakopane HS140         | Oberstdorf HS235       | Oberstdorf HS235       | Willingen HS147       | Willingen HS147   | Lake Placid HS128     | Lake Placid HS128     | Sapporo HS137     | Sapporo HS137 | Oslo HS134        | Vikersund HS240  | Vikersund HS240   | Lahti HS130       | Planica HS240   | Planica HS240   | punkty          | punkty        | punkty        | punkty | punkty | punkty | punkty | punkty | punkty | punkty | punkty | punkty | punkty | punkty | punkty | punkty | punkty | punkty | punkty |        |        |        |
| 5 | 1                 | 2                 | 20                | 4                      | 2                      | 6                      | 5                      | 1                            | 2                            | 2                            | 5                            | 2                      | 2                      | 3                      | 12                     | 5                      | 6                     | 3                 | 2                     | 2                     | 2                 | 6             | 2                 | 8                | 6                 | 15                | 8               | 9               | 1652            | 1652          | 1652          | 1652   | 1652   | 1652   | 1652   | 1652   | 1652   | 1652   | 1652   | 1652   | 1652   | 1652   | 1652   | 1652   | 1652   | 1652   | 1652   |        |        |        |
| Legenda |                   |                   |                   |                        |                        |                        |                        |                              |                              |                              |                              |                        |                        |                        |                        |                        |                       |                   |                       |                       |                   |               |                   |                  |                   |                   |                 |                 |                 |               |               |        |        |        |        |        |        |        |        |        |        |        |        |        |        |        |        |        |        |        |
| 1 2 3 4-10 11-30 poniżej 30 dq – dyskwalifikacja q – dyskwalifikacja w kwalifikacjach q – zawodnik nie zakwalifikował się - – zawodnik nie wystartował |                   |                   |                   |                        |                        |                        |                        |                              |                              |                              |                              |                        |                        |                        |                        |                        |                       |                   |                       |                       |                   |               |                   |                  |                   |                   |                 |                 |                 |               |               |        |        |        |        |        |        |        |        |        |        |        |        |        |        |        |        |        |        |        |

### Miejsca w poszczególnych konkursach drużynowychPucharu Świata
stan po zakończeniu sezonu 2024/2025
| Źródło                                                                          | Źródło          | Źródło          | Źródło                         | Źródło                         | Źródło                  | Źródło                    | Źródło                    | Źródło              | Źródło        |
| ------------------------------------------------------------------------------- | --------------- | --------------- | ------------------------------ | ------------------------------ | ----------------------- | ------------------------- | ------------------------- | ------------------- | ------------- |
| Sezon 2018/2019                                                                 | Sezon 2018/2019 | Sezon 2018/2019 | Wisła HS134                    | Zakopane HS140                 | Lahti HS130             | Willingen HS145           | Oslo HS134                | Vikersund HS240     | Planica HS240 |
| Sezon 2018/2019                                                                 | Sezon 2018/2019 | Sezon 2018/2019 | -                              | 2                              | -                       | -                         | -                         | -                   | -             |
| Sezon 2019/2020                                                                 | Sezon 2019/2020 | Sezon 2019/2020 | Sezon 2019/2020                | Sezon 2019/2020                | Wisła HS134             | Klingenthal HS140         | Zakopane HS140            | Lahti HS130         | Oslo HS134    |
| Sezon 2019/2020                                                                 | Sezon 2019/2020 | Sezon 2019/2020 | Sezon 2019/2020                | Sezon 2019/2020                | 1                       | -                         | -                         | -                   | -             |
| Sezon 2020/2021                                                                 | Sezon 2020/2021 | Sezon 2020/2021 | Sezon 2020/2021                | Sezon 2020/2021                | Wisła HS134             | Zakopane HS140            | Lahti HS130               | Râșnov HS97 (mikst) | Planica HS240 |
| Sezon 2020/2021                                                                 | Sezon 2020/2021 | Sezon 2020/2021 | Sezon 2020/2021                | Sezon 2020/2021                | -                       | 1                         | -                         | -                   | -             |
| Sezon 2021/2022                                                                 | Sezon 2021/2022 | Sezon 2021/2022 | Wisła HS134                    | Bischofshofen HS142            | Zakopane HS140          | Willingen HS147 (mikst)   | Lahti HS130               | Oslo HS134 (mikst)  | Planica HS240 |
| Sezon 2021/2022                                                                 | Sezon 2021/2022 | Sezon 2021/2022 | 1                              | 1                              | 4                       | -                         | 1                         | -                   | -             |
| Sezon 2022/2023                                                                 | Sezon 2022/2023 | Sezon 2022/2023 | Titisee-Neustadt HS142 (mikst) | Zakopane HS140                 | Willingen HS147 (mikst) | Lake Placid HS128 (duety) | Râșnov HS97 (duety)       | Lahti HS130         | Planica HS240 |
| Sezon 2022/2023                                                                 | Sezon 2022/2023 | Sezon 2022/2023 | -                              | -                              | 2                       | -                         | -                         | 1                   | 1             |
| Sezon 2023/2024                                                                 | Sezon 2023/2024 | Sezon 2023/2024 | Sezon 2023/2024                | Wisła HS134 (duety)            | Zakopane HS140          | Lake Placid HS128 (duety) | Oberstdorf HS235 (duety)  | Lahti HS130         | Planica HS240 |
| Sezon 2023/2024                                                                 | Sezon 2023/2024 | Sezon 2023/2024 | Sezon 2023/2024                | 2                              | 1                       | -                         | -                         | 2                   | -             |
| Sezon 2024/2025                                                                 | Sezon 2024/2025 | Sezon 2024/2025 | Lillehammer HS140 (mikst)      | Titisee-Neustadt HS142 (duety) | Zakopane HS140          | Willingen HS147 (mikst)   | Lake Placid HS128 (mikst) | Lahti HS130 (duety) | Planica HS240 |
| Sezon 2024/2025                                                                 | Sezon 2024/2025 | Sezon 2024/2025 | 3                              | 2                              | 1                       | 2                         | 3                         | -                   | 1             |
| Legenda                                                                         |                 |                 |                                |                                |                         |                           |                           |                     |               |
| 1 2 3 4-8 poniżej 8 (Duety: 1 2 3 4-12 poniżej 12) - – zawodnik nie wystartował |                 |                 |                                |                                |                         |                           |                           |                     |               |

### Puchar Świata w lotach

#### Miejsca w klasyfikacji generalnej
| Sezon     | Miejsce |
| --------- | ------- |
| 2020/2021 | 35.     |
| 2021/2022 | 28.     |
| 2022/2023 | 6.      |
| 2023/2024 | 28.     |
| 2024/2025 | 7.      |

### Turniej Czterech Skoczni

#### Miejsca w klasyfikacji generalnej
| Sezon     | Miejsce |
| --------- | ------- |
| 2018/2019 | 45.     |
| 2019/2020 | 25.     |
| 2020/2021 | 33.     |
| 2021/2022 | 8.      |
| 2022/2023 | 9.      |
| 2023/2024 | 4.      |
| 2024/2025 | 2.      |

### Raw Air

#### Miejsca w klasyfikacji generalnej
| Sezon | Miejsce |
| ----- | ------- |
| 2019  | 49.     |
| 2022  | 13.     |
| 2023  | 13.     |
| 2024  | 17.     |
| 2025  | 5.      |

### Willingen Six

#### Miejsca w klasyfikacji generalnej
| Sezon | Miejsce |
| ----- | ------- |
| 2019  | 48.     |
| 2021  | 33.     |

### Planica 7

#### Miejsca w klasyfikacji generalnej
| Sezon | Miejsce |
| ----- | ------- |
| 2021  | 61.     |
| 2022  | 22.     |
| 2023  | 6.      |
| 2024  | 32.     |
| 2025  | 8.      |

### Titisee-Neustadt Five

#### Miejsca w klasyfikacji generalnej
| Sezon | Miejsce |
| ----- | ------- |
| 2020  | 29.     |

## Letnie Grand Prix

### Miejsca w klasyfikacji generalnej
| Sezon | Miejsce |
| ----- | ------- |
| 2018  | 54.     |
| 2020  | 22.     |
| 2021  | 3.      |
| 2022  | 17.     |
| 2023  | 32.     |
| 2024  | 5.      |

### Miejsca na podium w konkursach indywidualnych LGP chronologicznie
| Lp. | Dzień       | Rok  | Miejscowość | Skocznia          | Punkt K | HS     | Skok 1  | Skok 2  | Nota      | Lok. | Strata   | Zwycięzca         |
| --- | ----------- | ---- | ----------- | ----------------- | ------- | ------ | ------- | ------- | --------- | ---- | -------- | ----------------- |
| 1.  | 17 lipca    | 2021 | Wisła       | im. Adama Małysza | K-120   | HS-134 | 130,5 m | 125,0 m | 260,8 pkt | 2.   | 0,4 pkt  | Jakub Wolny       |
| 2.  | 18 lipca    | 2021 | Wisła       | im. Adama Małysza | K-120   | HS-134 | 130,5 m | 126,0 m | 258,0 pkt | 2.   | 6,6 pkt  | Dawid Kubacki     |
| 3.  | 28 września | 2024 | Hinzenbach  | Aigner-Schanze    | K-85    | HS-90  | 93,0 m  | 86,0 m  | 250,7 pkt | 3.   | 19,7 pkt | Daniel Tschofenig |
| 4.  | 29 września | 2024 | Hinzenbach  | Aigner-Schanze    | K-85    | HS-90  | 92,0 m  | 87,5 m  | 246,6 pkt | 2.   | 0,9 pkt  | Andreas Wellinger |

### Miejsca w poszczególnych konkursach indywidualnychLGP
stan po zakończeniu LGP 2024
| Źródło | Źródło             | Źródło           | Źródło           | Źródło           | Źródło            | Źródło          | Źródło            | Źródło            | Źródło | Źródło | Źródło | Źródło | Źródło | Źródło | Źródło | Źródło | Źródło | Źródło | Źródło | Źródło | Źródło | Źródło | Źródło | Źródło | Źródło | Źródło |
| --- | ------------------ | ---------------- | ---------------- | ---------------- | ----------------- | --------------- | ----------------- | ----------------- | ------ | ------ | ------ | ------ | ------ | ------ | ------ | ------ | ------ | ------ | ------ | ------ | ------ | ------ | ------ | ------ | ------ | ------ |
| 2018 |                    |                  |                  |                  |                   |                 |                   |                   |        |        |        |        |        |        |        |        |        |        |        |        |        |        |        |        |        |        |
| Wisła HS134 | Hinterzarten HS108 | Einsiedeln HS117 | Courchevel HS135 | Hakuba HS131     | Hakuba HS131      | Râșnov HS97     | Râșnov HS97       | Hinzenbach HS94   | punkty |        |        |        |        |        |        |        |        |        |        |        |        |        |        |        |        |        |
| - | -                  | -                | -                | 35               | 26                | 24              | 23                | q                 | 20     |        |        |        |        |        |        |        |        |        |        |        |        |        |        |        |        |        |
| 2019 |                    |                  |                  |                  |                   |                 |                   |                   |        |        |        |        |        |        |        |        |        |        |        |        |        |        |        |        |        |        |
| Wisła HS134 | Hinterzarten HS108 | Courchevel HS135 | Zakopane HS140   | Hakuba HS131     | Hakuba HS131      | Hinzenbach HS94 | Klingenthal HS140 | punkty            | punkty | punkty | punkty | punkty | punkty | punkty | punkty | punkty |        |        |        |        |        |        |        |        |        |        |
| - | -                  | -                | -                | -                | -                 | q               | q                 | 0                 | 0      | 0      | 0      | 0      | 0      | 0      | 0      | 0      |        |        |        |        |        |        |        |        |        |        |
| 2020 |                    |                  |                  |                  |                   |                 |                   |                   |        |        |        |        |        |        |        |        |        |        |        |        |        |        |        |        |        |        |
| Wisła HS134 | Wisła HS134        | punkty           | punkty           | punkty           | punkty            | punkty          | punkty            | punkty            | punkty | punkty | punkty | punkty | punkty | punkty | punkty | punkty | punkty | punkty | punkty | punkty |        |        |        |        |        |        |
| 25 | 16                 | 21               | 21               | 21               | 21                | 21              | 21                | 21                | 21     | 21     | 21     | 21     | 21     | 21     | 21     | 21     | 21     | 21     | 21     | 21     |        |        |        |        |        |        |
| 2021 |                    |                  |                  |                  |                   |                 |                   |                   |        |        |        |        |        |        |        |        |        |        |        |        |        |        |        |        |        |        |
| Wisła HS134 | Wisła HS134        | Courchevel HS135 | Szczuczyńsk HS99 | Szczuczyńsk HS99 | Czajkowskij HS140 | Hinzenbach HS90 | Klingenthal HS140 | punkty            | punkty | punkty | punkty | punkty | punkty | punkty | punkty | punkty |        |        |        |        |        |        |        |        |        |        |
| 2 | 2                  | 7                | -                | -                | -                 | 9               | -                 | 225               | 225    | 225    | 225    | 225    | 225    | 225    | 225    | 225    |        |        |        |        |        |        |        |        |        |        |
| 2022 |                    |                  |                  |                  |                   |                 |                   |                   |        |        |        |        |        |        |        |        |        |        |        |        |        |        |        |        |        |        |
| Wisła HS134 | Wisła HS134        | Courchevel HS135 | Râșnov HS97      | Hinzenbach HS90  | Klingenthal HS140 | punkty          | punkty            | punkty            | punkty | punkty | punkty | punkty | punkty | punkty |        |        |        |        |        |        |        |        |        |        |        |        |
| - | -                  | 15               | 9                | 12               | 22                | 76              | 76                | 76                | 76     | 76     | 76     | 76     | 76     | 76     |        |        |        |        |        |        |        |        |        |        |        |        |
| 2023 |                    |                  |                  |                  |                   |                 |                   |                   |        |        |        |        |        |        |        |        |        |        |        |        |        |        |        |        |        |        |
| Courchevel HS132 | Courchevel HS132   | Szczyrk HS104    | Szczyrk HS104    | Râșnov HS97      | Râșnov HS97       | Hinzenbach HS90 | Hinzenbach HS90   | Klingenthal HS140 | punkty | punkty | punkty | punkty | punkty | punkty | punkty | punkty | punkty |        |        |        |        |        |        |        |        |        |
| - | -                  | -                | -                | -                | -                 | 4               | 12                | 33                | 72     | 72     | 72     | 72     | 72     | 72     | 72     | 72     | 72     |        |        |        |        |        |        |        |        |        |
| 2024 |                    |                  |                  |                  |                   |                 |                   |                   |        |        |        |        |        |        |        |        |        |        |        |        |        |        |        |        |        |        |
| Courchevel HS132 | Courchevel HS132   | Wisła HS134      | Wisła HS134      | Râșnov HS97      | Râșnov HS97       | Hinzenbach HS90 | Hinzenbach HS90   | Klingenthal HS140 | punkty | punkty | punkty | punkty | punkty | punkty | punkty | punkty | punkty |        |        |        |        |        |        |        |        |        |
| 6 | 5                  | -                | -                | -                | -                 | 3               | 2                 | 11                | 249    | 249    | 249    | 249    | 249    | 249    | 249    | 249    | 249    |        |        |        |        |        |        |        |        |        |
| Legenda |                    |                  |                  |                  |                   |                 |                   |                   |        |        |        |        |        |        |        |        |        |        |        |        |        |        |        |        |        |        |
| 1 2 3 4-10 11-30 poniżej 30 dq – dyskwalifikacja q – dyskwalifikacja w kwalifikacjach q – zawodnik nie zakwalifikował się - – zawodnik nie wystartował |                    |                  |                  |                  |                   |                 |                   |                   |        |        |        |        |        |        |        |        |        |        |        |        |        |        |        |        |        |        |

### Miejsca na podium w konkursach drużynowych LGP chronologicznie
| Lp. | Dzień       | Rok  | Miejscowość | Skocznia                    | Punkt K | HS    | Skład        | Skok 1 | Skok 2 | Nota                  | Lok. | Strata | Zwycięzca |
| --- | ----------- | ---- | ----------- | --------------------------- | ------- | ----- | ------------ | ------ | ------ | --------------------- | ---- | ------ | --------- |
| 1.  | 18 września | 2022 | Râșnov      | Trambulina Valea Cărbunării | K-90    | HS-97 | druż. miesz. | 92,0 m | –      | 416,9 pkt (111,6 pkt) | 1.   | –      | –         |

### Miejsca w poszczególnych konkursach drużynowychLGP
stan po zakończeniu LGP 2024
| Źródło                              | Źródło | Źródło | Źródło | Źródło | Źródło | Źródło | Źródło              | Źródło              | Źródło                    |
| ----------------------------------- | ------ | ------ | ------ | ------ | ------ | ------ | ------------------- | ------------------- | ------------------------- |
| 2022                                | 2022   | 2022   | 2022   | 2022   | 2022   | 2022   | Râșnov HS97 (duety) | Râșnov HS97 (mikst) | Klingenthal HS140 (mikst) |
| 2022                                | 2022   | 2022   | 2022   | 2022   | 2022   | 2022   | -                   | 1                   | -                         |
| 2024                                | 2024   | 2024   | 2024   | 2024   | 2024   | 2024   | 2024                | 2024                | Klingenthal HS140 (mikst) |
| 2024                                | 2024   | 2024   | 2024   | 2024   | 2024   | 2024   | 2024                | 2024                | 3                         |
| Legenda                             |        |        |        |        |        |        |                     |                     |                           |
| 1 2 3 4-8 poniżej 8 - – brak startu |        |        |        |        |        |        |                     |                     |                           |

## Puchar Kontynentalny

### Miejsca w klasyfikacji generalnej
| Sezon     | Miejsce |
| --------- | ------- |
| 2018/2019 | 86.     |
| 2019/2020 | 53.     |
| 2020/2021 | 22.     |

### Zwycięstwa w konkursach indywidualnych Pucharu Kontynentalnego chronologicznie
| Lp. | Dzień      | Rok  | Miejscowość | Skocznia    | Punkt K | HS     | Skok 1  | Skok 2  | Nota      |
| --- | ---------- | ---- | ----------- | ----------- | ------- | ------ | ------- | ------- | --------- |
| 1.  | 19 grudnia | 2020 | Ruka        | Rukatunturi | K-120   | HS-142 | 137,5 m | 132,0 m | 288,2 pkt |

### Miejsca na podium w konkursach indywidualnych Pucharu Kontynentalnego chronologicznie
| Lp. | Dzień      | Rok  | Miejscowość | Skocznia    | Punkt K | HS     | Skok 1  | Skok 2  | Nota      | Lok. | Strata   | Zwycięzca     |
| --- | ---------- | ---- | ----------- | ----------- | ------- | ------ | ------- | ------- | --------- | ---- | -------- | ------------- |
| 1.  | 18 grudnia | 2020 | Ruka        | Rukatunturi | K-120   | HS-142 | 150,0 m | 128,0 m | 260,9 pkt | 2.   | 16,0 pkt | Stefan Rainer |
| 2.  | 19 grudnia | 2020 | Ruka        | Rukatunturi | K-120   | HS-142 | 137,5 m | 132,0 m | 288,2 pkt | 1.   | –        | –             |
| 3.  | 19 grudnia | 2020 | Ruka        | Rukatunturi | K-120   | HS-142 | 131,0 m | 139,5 m | 287,8 pkt | 2.   | 1,2 pkt  | Stefan Rainer |

### Miejsca w poszczególnych konkursachPucharu Kontynentalnego
stan po zakończeniu sezonu 2024/2025
| Źródło                                                                        | Źródło            | Źródło     | Źródło          | Źródło              | Źródło              | Źródło                 | Źródło                 | Źródło              | Źródło              | Źródło          | Źródło            | Źródło            | Źródło           | Źródło              | Źródło              | Źródło              | Źródło              | Źródło              | Źródło           | Źródło           | Źródło            | Źródło            | Źródło     | Źródło         | Źródło         | Źródło            | Źródło            | Źródło | Źródło | Źródło | Źródło | Źródło | Źródło | Źródło | Źródło | Źródło | Źródło | Źródło | Źródło | Źródło | Źródło | Źródło | Źródło | Źródło | Źródło | Źródło | Źródło | Źródło | Źródło | Źródło | Źródło | Źródło | Źródło | Źródło | Źródło | Źródło | Źródło | Źródło | Źródło |        |
| ----------------------------------------------------------------------------- | ----------------- | ---------- | --------------- | ------------------- | ------------------- | ---------------------- | ---------------------- | ------------------- | ------------------- | --------------- | ----------------- | ----------------- | ---------------- | ------------------- | ------------------- | ------------------- | ------------------- | ------------------- | ---------------- | ---------------- | ----------------- | ----------------- | ---------- | -------------- | -------------- | ----------------- | ----------------- | ------ | ------ | ------ | ------ | ------ | ------ | ------ | ------ | ------ | ------ | ------ | ------ | ------ | ------ | ------ | ------ | ------ | ------ | ------ | ------ | ------ | ------ | ------ | ------ | ------ | ------ | ------ | ------ | ------ | ------ | ------ | ------ | ------ |
| Sezon 2017/2018                                                               |                   |            |                 |                     |                     |                        |                        |                     |                     |                 |                   |                   |                  |                     |                     |                     |                     |                     |                  |                  |                   |                   |            |                |                |                   |                   |        |        |        |        |        |        |        |        |        |        |        |        |        |        |        |        |        |        |        |        |        |        |        |        |        |        |        |        |        |        |        |        |        |
| Whistler HS104                                                                | Whistler HS104    | Ruka HS142 | Ruka HS142      | Engelberg HS140     | Engelberg HS140     | Titisee-Neustadt HS142 | Titisee-Neustadt HS142 | Bischofshofen HS140 | Bischofshofen HS140 | Erzurum HS140   | Erzurum HS140     | Sapporo HS100     | Sapporo HS137    | Sapporo HS137       | Planica HS138       | Planica HS138       | Iron Mountain HS133 | Iron Mountain HS133 | Brotterode HS117 | Brotterode HS117 | Klingenthal HS140 | Klingenthal HS140 | Rena HS139 | Rena HS139     | Zakopane HS140 | Zakopane HS140    | Czajkowskij HS140 | punkty |        |        |        |        |        |        |        |        |        |        |        |        |        |        |        |        |        |        |        |        |        |        |        |        |        |        |        |        |        |        |        |        |
| -                                                                             | -                 | -          | -               | -                   | -                   | -                      | -                      | -                   | -                   | -               | -                 | -                 | -                | -                   | -                   | -                   | -                   | -                   | -                | -                | -                 | -                 | 31         | 35             | -              | -                 | 33                | 0      |        |        |        |        |        |        |        |        |        |        |        |        |        |        |        |        |        |        |        |        |        |        |        |        |        |        |        |        |        |        |        |        |
| Sezon 2018/2019                                                               |                   |            |                 |                     |                     |                        |                        |                     |                     |                 |                   |                   |                  |                     |                     |                     |                     |                     |                  |                  |                   |                   |            |                |                |                   |                   |        |        |        |        |        |        |        |        |        |        |        |        |        |        |        |        |        |        |        |        |        |        |        |        |        |        |        |        |        |        |        |        |        |
| Lillehammer HS140                                                             | Lillehammer HS140 | Ruka HS142 | Ruka HS142      | Engelberg HS140     | Engelberg HS140     | Klingenthal HS140      | Klingenthal HS140      | Bischofshofen HS142 | Bischofshofen HS142 | Sapporo HS137   | Sapporo HS137     | Sapporo HS137     | Planica HS139    | Planica HS139       | Iron Mountain HS133 | Iron Mountain HS133 | Iron Mountain HS133 | Oberstdorf HS137    | Oberstdorf HS137 | Brotterode HS117 | Brotterode HS117  | Rena HS139        | Rena HS139 | Zakopane HS140 | Zakopane HS140 | Czajkowskij HS102 | Czajkowskij HS140 | punkty |        |        |        |        |        |        |        |        |        |        |        |        |        |        |        |        |        |        |        |        |        |        |        |        |        |        |        |        |        |        |        |        |
| 51                                                                            | 26                | 49         | 13              | -                   | -                   | -                      | -                      | -                   | -                   | -               | -                 | -                 | -                | -                   | -                   | -                   | -                   | -                   | -                | -                | -                 | -                 | -          | -              | -              | -                 | -                 | 25     |        |        |        |        |        |        |        |        |        |        |        |        |        |        |        |        |        |        |        |        |        |        |        |        |        |        |        |        |        |        |        |        |
| Sezon 2019/2020                                                               |                   |            |                 |                     |                     |                        |                        |                     |                     |                 |                   |                   |                  |                     |                     |                     |                     |                     |                  |                  |                   |                   |            |                |                |                   |                   |        |        |        |        |        |        |        |        |        |        |        |        |        |        |        |        |        |        |        |        |        |        |        |        |        |        |        |        |        |        |        |        |        |
| Vikersund HS117                                                               | Vikersund HS117   | Ruka HS142 | Ruka HS142      | Bischofshofen HS142 | Bischofshofen HS142 | Klingenthal HS140      | Klingenthal HS140      | Sapporo HS137       | Sapporo HS137       | Planica HS138   | Planica HS138     | Brotterode HS117  | Brotterode HS117 | Iron Mountain HS133 | Iron Mountain HS133 | Predazzo HS104      | Predazzo HS104      | Rena HS139          | Lahti HS130      | Lahti HS130      | punkty            | punkty            | punkty     | punkty         | punkty         | punkty            | punkty            | punkty | punkty | punkty | punkty | punkty | punkty | punkty | punkty | punkty | punkty | punkty | punkty | punkty | punkty | punkty | punkty | punkty | punkty | punkty | punkty | punkty | punkty | punkty | punkty | punkty | punkty | punkty | punkty | punkty | punkty | punkty | punkty | punkty |
| -                                                                             | -                 | -          | -               | -                   | -                   | -                      | -                      | -                   | -                   | -               | -                 | -                 | -                | -                   | -                   | -                   | -                   | -                   | 4                | 11               | 74                | 74                | 74         | 74             | 74             | 74                | 74                | 74     | 74     | 74     | 74     | 74     | 74     | 74     | 74     | 74     | 74     | 74     | 74     | 74     | 74     | 74     | 74     | 74     | 74     | 74     | 74     | 74     | 74     | 74     | 74     | 74     | 74     | 74     | 74     | 74     | 74     | 74     | 74     | 74     |
| Sezon 2020/2021                                                               |                   |            |                 |                     |                     |                        |                        |                     |                     |                 |                   |                   |                  |                     |                     |                     |                     |                     |                  |                  |                   |                   |            |                |                |                   |                   |        |        |        |        |        |        |        |        |        |        |        |        |        |        |        |        |        |        |        |        |        |        |        |        |        |        |        |        |        |        |        |        |        |
| Ruka HS142                                                                    | Ruka HS142        | Ruka HS142 | Engelberg HS140 | Engelberg HS140     | Innsbruck HS128     | Innsbruck HS128        | Willingen HS147        | Willingen HS147     | Willingen HS147     | Willingen HS147 | Klingenthal HS140 | Klingenthal HS140 | Brotterode HS117 | Brotterode HS117    | Zakopane HS140      | Zakopane HS140      | Czajkowskij HS140   | Czajkowskij HS140   | punkty           | punkty           | punkty            | punkty            | punkty     | punkty         | punkty         | punkty            | punkty            | punkty | punkty | punkty | punkty | punkty | punkty | punkty | punkty | punkty | punkty | punkty | punkty | punkty | punkty | punkty | punkty | punkty | punkty | punkty | punkty | punkty | punkty | punkty | punkty | punkty | punkty | punkty | punkty | punkty | punkty | punkty |        |        |
| 2                                                                             | 1                 | 2          | -               | -                   | -                   | -                      | -                      | -                   | -                   | -               | -                 | -                 | -                | -                   | -                   | -                   | -                   | -                   | 260              | 260              | 260               | 260               | 260        | 260            | 260            | 260               | 260               | 260    | 260    | 260    | 260    | 260    | 260    | 260    | 260    | 260    | 260    | 260    | 260    | 260    | 260    | 260    | 260    | 260    | 260    | 260    | 260    | 260    | 260    | 260    | 260    | 260    | 260    | 260    | 260    | 260    | 260    | 260    |        |        |
| Legenda                                                                       |                   |            |                 |                     |                     |                        |                        |                     |                     |                 |                   |                   |                  |                     |                     |                     |                     |                     |                  |                  |                   |                   |            |                |                |                   |                   |        |        |        |        |        |        |        |        |        |        |        |        |        |        |        |        |        |        |        |        |        |        |        |        |        |        |        |        |        |        |        |        |        |
| 1 2 3 4-10 11-30 poniżej 30 dq – dyskwalifikacja - – zawodnik nie wystartował |                   |            |                 |                     |                     |                        |                        |                     |                     |                 |                   |                   |                  |                     |                     |                     |                     |                     |                  |                  |                   |                   |            |                |                |                   |                   |        |        |        |        |        |        |        |        |        |        |        |        |        |        |        |        |        |        |        |        |        |        |        |        |        |        |        |        |        |        |        |        |        |

## Letni Puchar Kontynentalny

### Miejsca w klasyfikacji generalnej
| Sezon | Miejsce |
| ----- | ------- |
| 2018  | 77.     |

### Miejsca w poszczególnych konkursachLetniego Pucharu Kontynentalnego
stan po zakończeniu LPK 2024
| Źródło                                                                        | Źródło      | Źródło        | Źródło      | Źródło         | Źródło      | Źródło      | Źródło     | Źródło     | Źródło         | Źródło         | Źródło            | Źródło            | Źródło | Źródło | Źródło | Źródło | Źródło | Źródło | Źródło | Źródło | Źródło | Źródło | Źródło | Źródło | Źródło | Źródło |
| ----------------------------------------------------------------------------- | ----------- | ------------- | ----------- | -------------- | ----------- | ----------- | ---------- | ---------- | -------------- | -------------- | ----------------- | ----------------- | ------ | ------ | ------ | ------ | ------ | ------ | ------ | ------ | ------ | ------ | ------ | ------ | ------ | ------ |
| 2018                                                                          |             |               |             |                |             |             |            |            |                |                |                   |                   |        |        |        |        |        |        |        |        |        |        |        |        |        |        |
| Kranj HS109                                                                   | Kranj HS109 | Szczyrk HS106 | Wisła HS134 | Frenštát HS106 | Stams HS115 | Stams HS115 | Oslo HS106 | Oslo HS106 | Zakopane HS140 | Zakopane HS140 | Klingenthal HS140 | Klingenthal HS140 | punkty |        |        |        |        |        |        |        |        |        |        |        |        |        |
| 19                                                                            | 37          | -             | -           | -              | 25          | 34          | -          | -          | -              | -              | -                 | -                 | 18     |        |        |        |        |        |        |        |        |        |        |        |        |        |
| Legenda                                                                       |             |               |             |                |             |             |            |            |                |                |                   |                   |        |        |        |        |        |        |        |        |        |        |        |        |        |        |
| 1 2 3 4-10 11-30 poniżej 30 dq – dyskwalifikacja - − zawodnik nie wystartował |             |               |             |                |             |             |            |            |                |                |                   |                   |        |        |        |        |        |        |        |        |        |        |        |        |        |        |

## FIS Cup

### Miejsca w klasyfikacji generalnej
| Sezon     | Miejsce |
| --------- | ------- |
| 2017/2018 | 42.     |
| 2018/2019 | 25.     |

### Miejsca na podium w konkursach indywidualnych FIS Cupu chronologicznie
| Lp. | Dzień       | Rok  | Miejscowość | Skocznia                    | Punkt K | HS    | Skok 1 | Skok 2 | Nota      | Lok. | Strata  | Zwycięzca      |
| --- | ----------- | ---- | ----------- | --------------------------- | ------- | ----- | ------ | ------ | --------- | ---- | ------- | -------------- |
| 1.  | 24 lutego   | 2018 | Villach     | Villacher Alpenarena        | K-90    | HS-98 | 97,0 m | 94,0 m | 253,0 pkt | 3.   | 5,0 pkt | Andraž Pograjc |
| 2.  | 15 września | 2018 | Râșnov      | Trambulina Valea Cărbunării | K-90    | HS-97 | 94,0 m | 95,0 m | 230,5 pkt | 3.   | 2,4 pkt | Ren Nikaidō    |

### Miejsca w poszczególnych konkursachFIS Cupu
stan po zakończeniu sezonu 2024/2025
| Źródło                                                                        | Źródło       | Źródło        | Źródło        | Źródło           | Źródło           | Źródło           | Źródło           | Źródło             | Źródło             | Źródło         | Źródło         | Źródło         | Źródło         | Źródło         | Źródło         | Źródło          | Źródło          | Źródło        | Źródło        | Źródło      | Źródło | Źródło | Źródło | Źródło | Źródło | Źródło | Źródło | Źródło | Źródło | Źródło | Źródło | Źródło | Źródło | Źródło | Źródło | Źródło | Źródło | Źródło | Źródło |
| ----------------------------------------------------------------------------- | ------------ | ------------- | ------------- | ---------------- | ---------------- | ---------------- | ---------------- | ------------------ | ------------------ | -------------- | -------------- | -------------- | -------------- | -------------- | -------------- | --------------- | --------------- | ------------- | ------------- | ----------- | ------ | ------ | ------ | ------ | ------ | ------ | ------ | ------ | ------ | ------ | ------ | ------ | ------ | ------ | ------ | ------ | ------ | ------ | ------ |
| Sezon 2016/2017                                                               |              |               |               |                  |                  |                  |                  |                    |                    |                |                |                |                |                |                |                 |                 |               |               |             |        |        |        |        |        |        |        |        |        |        |        |        |        |        |        |        |        |        |        |
| Villach HS98                                                                  | Villach HS98 | Szczyrk HS106 | Szczyrk HS106 | Kuopio HS127     | Kuopio HS127     | Einsiedeln HS117 | Einsiedeln HS117 | Hinterzarten HS108 | Hinterzarten HS108 | Râșnov HS100   | Râșnov HS100   | Notodden HS98  | Notodden HS98  | Zakopane HS134 | Zakopane HS134 | Eau Claire HS95 | Eau Claire HS95 | Sapporo HS100 | Sapporo HS134 | punkty      | punkty | punkty | punkty | punkty | punkty | punkty | punkty | punkty | punkty | punkty | punkty | punkty | punkty | punkty | punkty | punkty | punkty | punkty |        |
| -                                                                             | -            | -             | -             | -                | -                | -                | -                | -                  | -                  | -              | -              | -              | -              | 45             | 63             | -               | -               | -             | -             | 0           | 0      | 0      | 0      | 0      | 0      | 0      | 0      | 0      | 0      | 0      | 0      | 0      | 0      | 0      | 0      | 0      | 0      | 0      |        |
| Sezon 2017/2018                                                               |              |               |               |                  |                  |                  |                  |                    |                    |                |                |                |                |                |                |                 |                 |               |               |             |        |        |        |        |        |        |        |        |        |        |        |        |        |        |        |        |        |        |        |
| Villach HS98                                                                  | Villach HS98 | Kuopio HS127  | Kuopio HS127  | Kandersteg HS106 | Kandersteg HS106 | Râșnov HS100     | Râșnov HS100     | Whistler HS104     | Whistler HS104     | Notodden HS100 | Notodden HS100 | Zakopane HS140 | Zakopane HS140 | Planica HS102  | Planica HS102  | Rastbüchl HS78  | Rastbüchl HS78  | Villach HS98  | Villach HS98  | Falun HS100 | punkty |        |        |        |        |        |        |        |        |        |        |        |        |        |        |        |        |        |        |
| -                                                                             | -            | -             | -             | -                | -                | -                | -                | -                  | -                  | -              | -              | -              | -              | -              | -              | -               | -               | 3             | 6             | -           | 100    |        |        |        |        |        |        |        |        |        |        |        |        |        |        |        |        |        |        |
| Sezon 2018/2019                                                               |              |               |               |                  |                  |                  |                  |                    |                    |                |                |                |                |                |                |                 |                 |               |               |             |        |        |        |        |        |        |        |        |        |        |        |        |        |        |        |        |        |        |        |
| Villach HS98                                                                  | Villach HS98 | Szczyrk HS106 | Szczyrk HS106 | Râșnov HS97      | Râșnov HS97      | Notodden HS100   | Notodden HS100   | Park City HS100    | Park City HS100    | Zakopane HS140 | Zakopane HS140 | Planica HS102  | Planica HS102  | Rastbüchl HS78 | Rastbüchl HS78 | Villach HS98    | Villach HS98    | punkty        | punkty        | punkty      | punkty | punkty | punkty | punkty | punkty | punkty | punkty | punkty | punkty | punkty | punkty | punkty | punkty | punkty | punkty | punkty |        |        |        |
| -                                                                             | -            | 16            | 5             | 3                | 5                | -                | -                | -                  | -                  | -              | -              | -              | -              | -              | -              | -               | -               | 165           | 165           | 165         | 165    | 165    | 165    | 165    | 165    | 165    | 165    | 165    | 165    | 165    | 165    | 165    | 165    | 165    | 165    | 165    |        |        |        |
| Legenda                                                                       |              |               |               |                  |                  |                  |                  |                    |                    |                |                |                |                |                |                |                 |                 |               |               |             |        |        |        |        |        |        |        |        |        |        |        |        |        |        |        |        |        |        |        |
| 1 2 3 4-10 11-30 poniżej 30 dq – dyskwalifikacja - − zawodnik nie wystartował |              |               |               |                  |                  |                  |                  |                    |                    |                |                |                |                |                |                |                 |                 |               |               |             |        |        |        |        |        |        |        |        |        |        |        |        |        |        |        |        |        |        |        |